# フジテレビ木曜夜9時枠時代劇
フジテレビ木曜夜9時枠時代劇は、1973年10月から1982年9月までの9年間、フジテレビ系列で木曜21:00～21:54(JST。21:55の時も有り)に設けられていた時代劇専門放送枠である。
なお前身の現代劇ドラマに関しては、

## 概要
- 当枠は1970年10月から1972年9月まで、ミニ番組『待ッテマシタ!』を挟み、前半は20:00からの単発特別番組枠『テレビグランドスペシャル』（第2期）、後半は30分番組[1]を放送していたが、1972年10月から1時間の海外ドラマ『スパイ大作戦』（第4期）を1年放送した後、木曜20:00時代劇が移動する形で、この体制が誕生した。
- 中でも、1975年10月に開始した『江戸の旋風』シリーズは好評で、中断を置きながらも全5作制作、その後も同系統の時代劇を制作し、『江戸シリーズ』と呼ばれる様になった。
- だが1978年1月に裏で『ザ・ベストテン』（TBS系列）が放送すると、視聴率は激減し、ヒット作も少なくなる。そして1982年9月16日終了の『同心暁蘭之介』をもって、9年の幕を降ろした。

## 作品リスト
- ぶらり信兵衛 道場破り（1973年10月4日 - 1974年9月26日）
- 編笠十兵衛（1974年10月3日 - 1975年4月3日）
- 同心部屋御用帳 江戸の旋風（1975年4月10日 - 1975年9月）※ここまで21:00 - 21:55枠。
- 同心部屋御用帳 江戸の旋風（1975年10月 - 1976年3月25日）※ここから21:00 - 21:54枠（1分縮小）。
- 同心部屋御用帳 江戸の旋風II（1976年4月1日 - 1977年3月31日）
- 同心部屋御用帳 江戸の旋風III（1977年4月7日 - 1978年4月27日）
- 江戸の渦潮（1978年5月4日 - 1978年11月9日）
- 同心部屋御用帳 江戸の旋風IV（1978年11月16日 - 1979年5月17日）
- 江戸の激斗（1979年5月31日 - 1979年12月27日）
- 新・江戸の旋風（1980年1月10日 - 1980年8月28日）
- 江戸の朝焼け（1980年9月4日 - 1981年3月26日）
- 江戸の用心棒（1981年4月2日 - 1981年9月24日）
- 同心暁蘭之介（1981年10月8日 - 1982年9月16日）